# فرباس (مدينة)

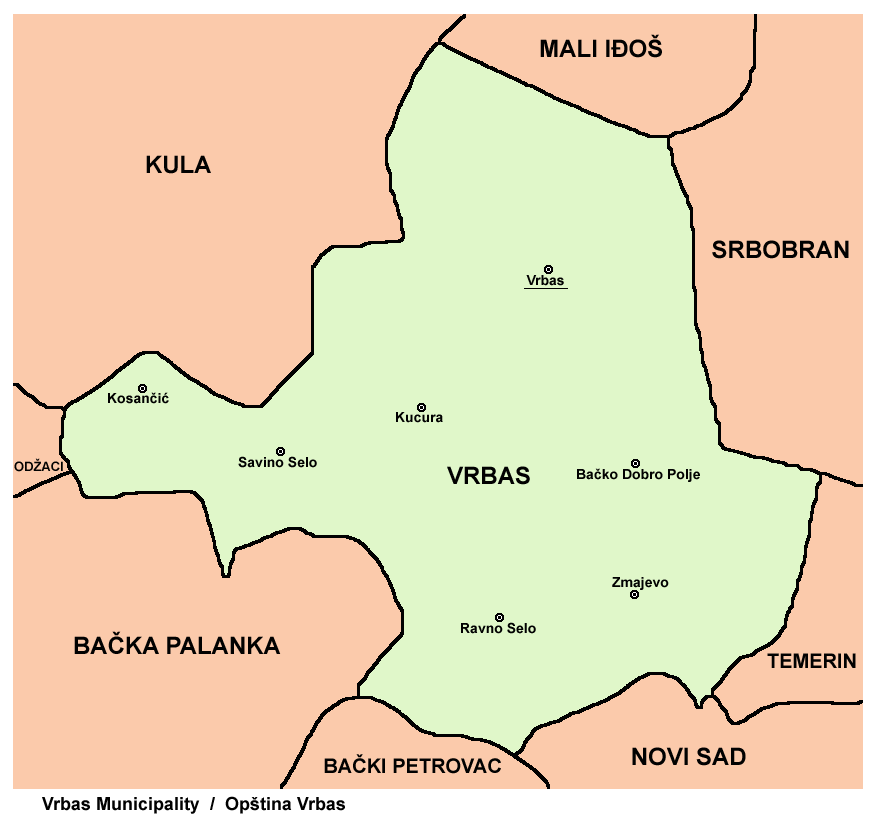

هذه المقالة عن المدينة، أما عن النهر أنظر فرباس (نهر)
فرباس (Врбас) هي مدينة في جوزنو-باكا في مقاطعة فويفودينا في صربيا.
يبلغ عدد سكانها حوالي 26029 نسمة.

## أعلام
- ليوبومير فيسا
- دراغان مارجانك
- نيكولا كومازيتش
- ميروسلاف ريتشفيتش
- ميلان شايين